# Brawlhalla
Brawlhalla és un videojoc gratuït de lluita desenvolupat per Blue Mammoth Games i publicat per UBISOFT per Microsoft Windows, Xbox One, MacOS, Nintendo Switch, PlayStetion 4 e incloent IOS i Android. El joc es va mostrar per primera vegada en el PAX East l'abril de 2014 i va entrar en alfa més tard aquell mateix mes. Es va llançar una versió beta oberta el novembre de 2015 i el joc es va llançar l'octubre de 2017 i per a IOS i Android el 4 d'agost de 2020.

## Modalitats de joc
A quasi totes les modalitats de joc de Brawlhalla, l'objetiu és treure l'oponent de l'escenari, comparable a Super Smash Bros. Això es pot fer aplicant dany damunt ells repetidament. El dany es pot veure a la pantalla a color al voltant del icona del personatge de l'oponent, que va del blanc al vermell a mesura que el jugador continua sent colpejat. Quan més a prop està el color vermell, més lluny caurà el jugador. ser colpejat fora de l'escenari donarà com a resultat que el jugador perdi un punt o vida de les tres que tenia. L'últim jugador en peu (el que encara té al menys una reserva) o el jugador amb més punts guanya la partida.
el joc és compatible amb jocs locals i en línia. Els jugadors competitius poden competir un contra l'altre per escalar posicions en línia. També poden trobar un company per jugar contra duos per augmentar el rang de col·laboració. Brawhalla també té diverses modalitats casuals: tots contra tots, 1v1 per ratllat, Experimental 1v1, 2v2 amistós i una nova modalitat única cada setmana. Tots contra tots és una modalitat caòtica en el qual 4 jugadors es colpegen entre ells per guanyar punts. En 1v1 per ratllat, els jugadors eligeixen 3 personatges que juguen per 1 reserva cadascun. Experimental 1v1 permet als jugadors provar les característiques futures entre sí. 2v2 Amistós consisteix en partides de 2 contra 2 en equips, l'equip que tingui l'últim jugador amb vida, guanya. En quan a les modalitats competitives es troben també la modalitat Ranked tant 1v1 com 2v2 que es basen en un sistema d'ELO que divideix als jugadors en els rangs. Estany, Or, Platí i Diamant. els jocs personalitzats es poden allotjar en línea i localment, admeten fins a 12 jugadors per partit, mapes espermientals i canvis de regió. Pots unir-te a grups d'amics per crear un clan, amb múltiples pormocions dins dels clans. Els clans obtenen experiència de tots els membres.
Brawlhalla presenta controls més simples i moviments especials d'un botó. Això permet que els nous jugadors reprenguin el joc ràpidament. Els controls inclouen tecles de moviment i botons per atacar, realitzar moviments especials, aixecar o llançar armes i esquivar. Les tecles es poden recuperar pel teclat i una gran varietat de controladors.
Els jugadors es poden moure corrents a l'esquerra, a la dreta i saltant. Els jugadors poden realitzar fins a dos esquivades consecutives ràpides, ja sigui de costat o verticalment. També és possible esquivar just després d'un atac per mantenir la pressió sobre l'oponent. Una vegada a l'aire, el jugador té l'opció de realitzar qualsevol combinació de tres salts, una esquivada aèrea direccional, un moviment a terra a l'aire mitjançant l'ús d'una cancel·lació de gravetat i un caiguda ràpida. També és possible enganxar-se als costats de les etapes, semblant a l'estil a Mega Man.
Durant una partida, les armes cauen a l'escenari de manera aleatòria i poden ser recollides pels jugadors. Tots el personatges de Brawlhalla poden emprar dos armes de 12 per lluitar entre sí. les armes inclouen: Pistoles, Ganivets, Llançacoets, Espasa, Llança, Canó, Destral, Guanteletes, Martell, Arc, Dalla, Gran Espasa i Orbe.
S'assignen quatre estadístiques a cada personatge: Força, Destresa, Defensa i Velocitat. La combinació d'aquestes estadístiques determina les fortaleses i debilitats d'un personatges i afecta cóm es juga i pot modificar lleugerament la selecció de personatges.

## Personatges jugables
Brawlhalla té 52 personatges i s'actualitza regularment. Els personatges poden emprar dos armes especialitzades, múltiples ginys o els seus punys (cadascun amb les seves respectives característiques). Cada personatge també té postures que li permet canviar lleugerament les estadístiques del personatge.
| Nom        | Arma 1      | Arma 2      |
| ---------- | ----------- | ----------- |
| Ada        | Pistoles    | Llança      |
| Artemis    | Dalla       | Llançacoet  |
| Asuri      | Guinavets   | Espasa      |
| Azoth      | Arc         | Destral     |
| Barraza    | Destral     | Pistoles    |
| Bödvar     | Martell     | Espasa      |
| Brynn      | Destral     | Llança      |
| Caspian    | Guinavets   | Guanteletes |
| Cassidy    | Pistoles    | Martell     |
| Cross      | Pistoles    | Guanteletes |
| Diana      | Pistoles    | Arc         |
| Dusk       | Llança      | Orbe        |
| Ember      | Arc         | Ganivets    |
| Falt       | Dalla       | Orbe        |
| Gnash      | Martell     | Llança      |
| Hattori    | Espasa      | Llança      |
| Isaiah     | Canó        | Pistoles    |
| Jhala      | Espasa      | Destral     |
| Jaeyun     | Espasa Gran | Espasa      |
| Jiro       | Espasa      | Dalla       |
| Kaya       | Llança      | Arc         |
| Koji       | Arc         | Espasa      |
| Kor        | Guanteletes | Martell     |
| Lord Vraxx | Llança coet | Pistoles    |
| Lucien     | Guinavets   | Pistoles    |
| Mako       | Guinavets   | Espasa gran |
| Mirage     | Dalla       | Llança      |
| Mordex     | Dalla       | Guanteletes |
| Nix        | Dalla       | Pistoles    |
| Orion      | Llança coet | Llança      |
| Queen Nai  | Llança      | Ganivets    |
| Ragnir     | Guinavets   | Destral     |
| Rayman     | Guanteletes | Destral     |
| Scarlet    | Martell     | Llançacoet  |
| Sentinel   | Martell     | Ganivets    |
| Sidra      | Canó        | Espasa      |
| Sir Roland | Llança coet | Espasa      |
| Teros      | Destral     | Martell     |
| Thatch     | Espasa      | Pistoles    |
| Ulgim      | Destral     | Llançacoet  |
| Val        | Guanteletes | Espasa      |
| Wu Shang   | Guanteltes  | Llança      |
| Xull       | Canó        | Destral     |
| Yumiko     | Martell     | Arc         |
| Lin Fei    | Guinavets   | Canó        |
| Zariel     | Guanteletes | Arc         |
| Thor       | Martell     | Orbe        |
| Petra      | Guanteletes | Orbe        |
| Vector     | Arc         | Llançacoet  |
| Volkov     | Dalla       | Destral     |
| Onyx       | Guanteletes | Canó        |

## Crossovers
El joc compte amb aparicions d'alguns famosos de pel·lícules, videojocs i sèries animades mitjançant skins, tals com:
| Franquícia       | Personatges                                                                             |
| ---------------- | --------------------------------------------------------------------------------------- |
| X-ray and Vav    | Mogar the Mad King                                                                      |
| Rivals of Aether | Ranno                                                                                   |
| Shovel Knight    | Shovel Knight Black Knight King Knight Specter Knight La Hechicera                      |
| Rayman           | Globox Barbara                                                                          |
| Hellboy          | Hellboy Gruagach Daimio Nimue                                                           |
| WWE              | The Rock John Cena Xavier Woods Becky Lynch Macho Man The Undertaker Asuka Roman Reigns |
| Hora de Aventura | Finn el humano Jake el perro Dulce Princesa                                             |
| Steven Universe  | Stevonnie Perla Amatista Garnet                                                         |
| Tomb Raider      | Lara Croft                                                                              |
| Ben 10           | Diamantino Cuatro Brazos Inferno                                                        |
| The Walking Dead | Rick Grimes Daryl Dixon Michonne                                                        |

## e-Sports
Brawlhalla compte amb una escena competitiva bastant gran, amb tornejos tan en línia com presencials que constitueixen circuits anuals amb més de 300.000 dòlars en premis.
Brawlhalla ha estat present a la fila de tornejos d'alt nivell, com les del Low Tier City, Combo Breaker, Shine i la sèrie de campionats de BreamHack, que en la seva edició d'Atlanta, allotja el campionat Mundial de Brawlhalla (abreviat BCX) des de 2016.